# Frea interruptelineata
Frea interruptelineata är en skalbaggsart som beskrevs av Stefan von Breuning 1948. Frea interruptelineata ingår i släktet Frea och familjen långhorningar. Inga underarter finns listade i Catalogue of Life.